# Sneads
Sneads est une ville américaine située dans le comté de Jackson en Floride.

## Démographie
| 1900 | 1910 | 1920 | 1930 | 1940 | 1950  |
| ---- | ---- | ---- | ---- | ---- | ----- |
| 368  | 506  | 492  | 637  | 727  | 1 074 |

| 1960  | 1970  | 1980  | 1990  | 2000  | 2010  |
| ----- | ----- | ----- | ----- | ----- | ----- |
| 1 399 | 1 550 | 1 690 | 1 746 | 1 919 | 1 849 |

Selon le recensement de 2010, Sneads compte 1 849 habitants. La municipalité s'étend sur 4,63 milles carrés (11,99 km2), dont 4,41 milles carrés (11,42 km2) de terres.

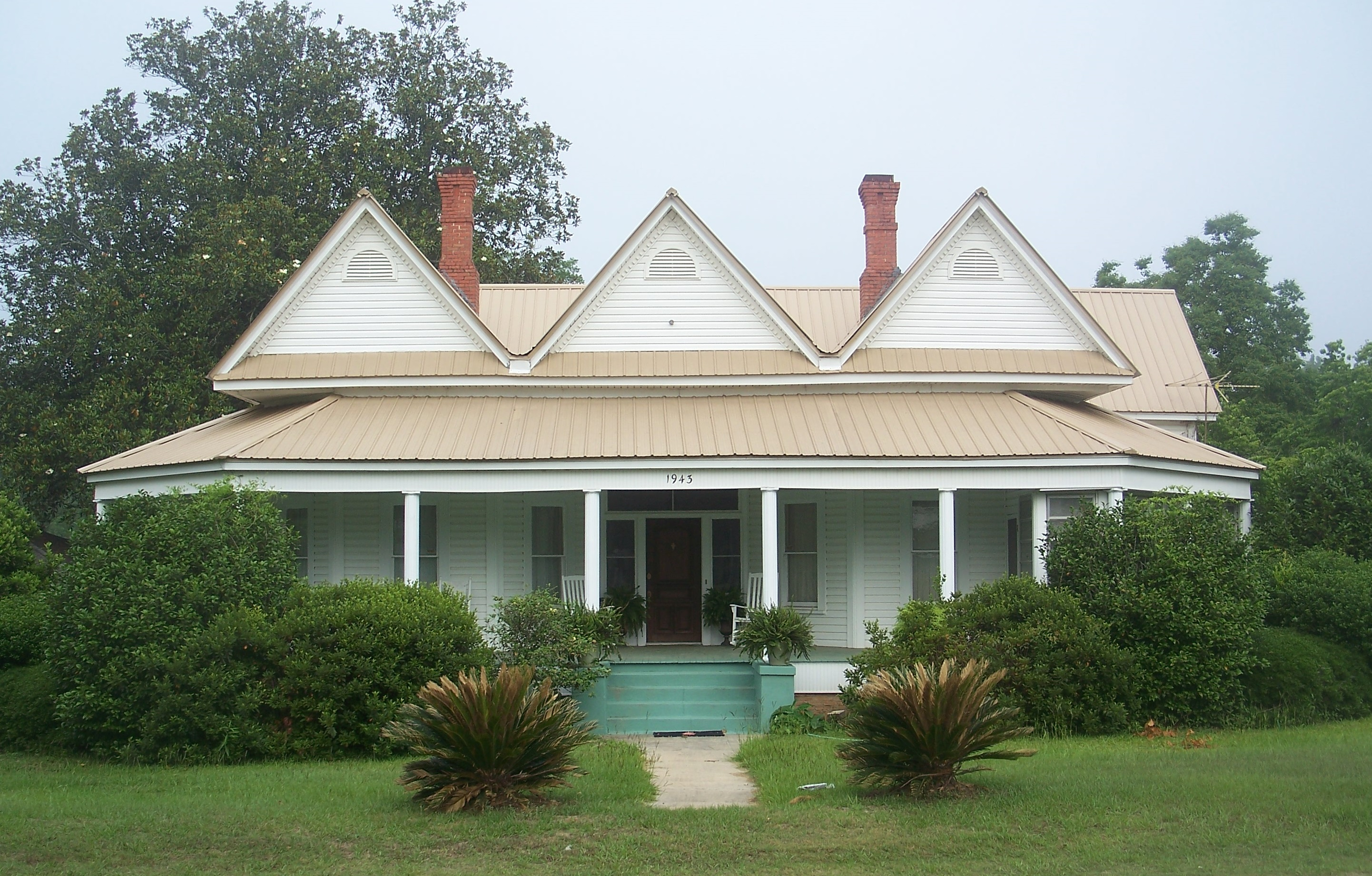
Une maison à Sneads